# Любический сельский округ
Любический сельский округ — упразднённая административно-территориальная единица, существовавшая на территории Луховицкого района Московской области в 1994—1998 годах.
Любический сельсовет был образован в первые годы советской власти. До 1929 года он входил в состав Ловецкой волости Зарайского уезда Рязанской губернии.
В 1929 году Любический с/с был отнесён к Белоомутскому району Коломенского округа Московской области.
8 января 1931 года Белоомутский район был упразднён и Любический с/с вошёл в новый Горкинский район.
11 мая 1931 года Горкинский район был переименован в Луховицкий район.
1 февраля 1963 года Луховицкий район был упразднён и Любический с/с вошёл в Коломенский сельский район. 11 января 1965 года Любический с/с был возвращён в восстановленный Луховицкий район.
3 февраля 1994 года Любический с/с был преобразован в Любический сельский округ.
25 февраля 1998 года Любический с/о был упразднён, а его территория передана в Дединовский сельский округ.